# کارمیانو
کارمیانو (به ایتالیایی: Carmiano) یک منطقهٔ مسکونی در ایتالیا است که در استان لچه واقع شده‌است.

## خصوصیات
کارمیانو ۲۳ کیلومترمربع مساحت و ۱۲٬۲۰۸ نفر جمعیت دارد و ۳۳ متر بالاتر از سطح دریا واقع شده‌است.